# کارلوس الکانتارا
کارلوس الکانتارا (انگلیسی: Carlos Alcántara؛ زادهٔ ۱ فوریهٔ ۱۹۸۵) بازیکن فوتبال اهل اسپانیا است.
از باشگاه‌هایی که در آن بازی کرده‌است می‌توان به باشگاه فوتبال لگانس، باشگاه فوتبال فرنتس‌واروش، باشگاه فوتبال ویارئال، و باشگاه فوتبال دپورتیوو لاکرونیا اشاره کرد.